# Diablo: Hellfire
Diablo: Hellfire je datadisk ke hře Diablo, který byl vytvořen společností Sierra On-Line (nyní známou jako Sierra Entertainment). Byl vydán v roce 1997 a vývoj byl svěřen týmu Synergistic Software, jedné z divizí Sierry. Hellfire je jediným oficiálním rozšířením Diabla, protože Blizzard Entertainment nikdy vlastní datadisk nevydal. Pouze v roce 1998 znovu vydal původní hru spolu s Hellfire v jednom balení pojmenovaném Diablo + Hellfire.

## Úvod
Příběh Hellfire je situován vedle příběhu původní hry. Jistý kouzelník během obřadu nechtíc vypustí na město Tristram démona jménem Na-Krul, ale než tento zcela unikne, kouzelníkovi se podaří uzavřít vchod. Hráč je později pověřen úkolem vniknout do Na-Krulovy sluje a stít ho.
Datadisk do Diabla přidává několik vylepšení, včetně další postavy mnicha, dva další typy pater, dodatečné questy, několik dalších předmětů, včetně olejů ovlivňujících vlastnosti předmětů
Hellfire se integruje do Diabla a díky svému návrhu lze původní úrovně zcela přeskočit. Pro přístup do nových levelů si hráč musí promluvit s farmářem Lesterem, který je nedaleko stáda krav. Avšak, promluví-li hráč s Lesterem před dosažením určitého bodu v původní hře, bude váhat s odpovědí.
Zbytek datadisku je do původní hry zařazen lépe. Předměty jako oleje, nové zbraně, prsteny, brnění, runy a knihy k novým kouzlům jsou k nalezení na obvyklých místech. Přidané svatyně lze také nalézt na obvyklých místech.
Noví unikátní nepřátelé, kteří jsou opět vzhledem pouze jinak obarvené normální potvorky, jsou zařazeni i do levelů původního Diabla. Je nutné poznamenat, že v levelech Hellfire takřka žádní bosové nejsou. Jsou však obsazena novými druhy nepřátel, kteří v původním Diablu nejsou. Obtížnost levelů 1–8 Hellfire kopíruje obtížnost levelů 9–16 původního Diabla a žádá si tak pokročilou postavu.
Některé schopnosti, které hru zpříjemňují jsou schopnost rychlých přesunů ve městě pomocí nabídky v menu, kouzlo zvýrazňující předměty ležící na zemi (jako by na ně ukazoval kurzor) a kouzlo přenášející hráče k nejbližším schodům v levelu.
Hellfire se instaluje do vlastního adresáře nezávisle na Diablu. Hráči musí mít cédéčko původního Diabla, aby mohli hrát. V souboru README jsou instrukce, jak převést postavy z Diabla do Hellfire.

## Kritika
Kritika datadisku se opírá o následující body:
- Atmosféra není tak působivá jako v původní hře
- Zvukové efekty pro nové nepřátele mají daleko nižší datový tok
- Nová kouzla jsou prosté modifikace existujících kouzel, příkladem je Lightning Wall, Ring of Fire nebo Immolation.
- Hellfire nepodporuje Battle.Net, online herní službu společnosti Blizzard.
- Problémy s pathfindingem, který má za následek v potížích při pronásledování potvorek útočících na dálku.
- Nekompatibilita s verzí Diabla pro Macintosh
- Uspěchaný vývoj
- Řada oprav z patchů pro Diablo se v Hellfire neobjevila a Sierra vydala pouze jeden patch, který navíc opravuje pouze chyby v Hellfire.

## Multiplayer
Ve verzi 1.00 je přítomen multiplayer, ale jak je zmíněno výše, není podporován Battle.net. Podporované jsou jen spojení přes modem, LAN (IPX kompatibilní) nebo přes sériový port. Po nainstalování patche 1.01 však multiplayer zcela zmizí. Pro jeho opětovné získání je potřeba sehnat cracknutý soubor hellfrui.dll.

## Návaznost
Příběh Hellfire nebyl vzat v úvahu během vývoje Diabla II.
Avšak do Diabla II Blizzard North později přidal jeskyně a krypty, která připomínají ty v Hellfire. Některá vylepšení Hellfire byla také přidána do Diabla II jako plnohodnotné vlastnosti, například schopnost běžet nebo zvýraznění předmětů na zemi, avšak místo kouzlem je to pomocí stisknutím tlačítka.

## Skryté postavy a questy
Pomocí speciálního textového souboru v adresáři s nainstalovaným Hellfire mohou být zpřístupněny dvě další postavy, bard a barbar.
Jako pokusné postavy mohou používat nové unikátní schopnosti a mají i jiné speciální vlastnosti. Zatímco bard může používat dvě jednoruční zbraně barbar může některé dvouruční zbraně používat jednoručně a k nim držet štít. Nemají svojí vlastní grafiku, proto ve hře vypadají jako zlodějka a válečník.
Jejich schopnostmi jsou v případě barda schopnost identifikovat magické předměty a v případě barbara dočasné zvýšení života a síly.
Skryté questy se jmenují Theo a kraví quest.
Quest Theo je zadán malým děvčátkem Celií, která stojí pod stromem nedaleko od Adriiny chatrče. Hráč musí zabít démona, který se jmenuje Hork, z něhož vypadne medvídek Theo. Po předání medvídka Celii je hráč odměněn kouzelným amuletem. Pokud hráč quest neaktivuje, vypadne z démona tento prsten automaticky.